# Вуйцик, Магдалена
Магдале́на Ву́йцик (пол. Magdalena Wójcik; род. 20 сентября 1969, Варшава) — польская актриса театра, кино, радио и телевидения; также актриса озвучивания.

## Биография
В 1992 году окончила окончила театральную академия имени Александра Зельверовича.
Дебютировала в телесериале «Глаза пророка, или Быстрый Хануш и его приключения» в 1985 году. Актёрское образование получила в Государственной высшей театральной школе (теперь Театральная академия имени Александра Зельверовича) в Варшаве, которую окончила в 1992 году. Служила в нескольких театрах Варшавы. Выступает в спектаклях «театра телевидения» с 1992 и «театра Польского радио» с 1993 года.

## Избранная фильмография
Актриса
- 1985 — Глаза пророка, или Быстрый Хануш и его приключения / Oko Proroka czyli Hanusz Bystry i jego przygody (только в 5-й серии)
- 1985 — Журавль и цапля / Żuraw i czapla
- 1986 — Хроника любовных происшествий / Kronika wypadków miłosnych
- 1987 — Внутренняя жизнь / Życie wewnętrzne
- 1988 — Цвета любви / Kolory kochania
- 1991 — Очень важная персона / V.I.P.
- 1991 — Фердидурка / 30 Door Key
- 1992 — Холостяцкая жизнь на чужбине / Kawalerskie życie na obczyźnie
- 1992 — Виновность невиновного, или Когда лучше спать / Coupable d’innocence ou Quand la raison dort
- 1994 — Аксёнушка
- 1995 — За что? / Za co?
- 1997 — Он не завязывал шнурки / Żona przychodzi nocą
- 2000 — Врата Евы / Porta Eva
- 2001 — Не в деньгах счастье / Pieniądze to nie wszystko

Польский дубляж
- Астерикс и Обеликс: Миссия «Клеопатра», Бэтмен, Бэтмен: отважный и смелый, Вокруг света за 80 дней, Гуфи и его команда, Дневники принцессы 2: Как стать королевой, Один прекрасный день, Охотники за монстрами, Приключения Флика, Роб Рой, Суперсемейка

## Признание
- 1993 — Награда за роль — XVIII Опольские театральное сопоставления.